# Портаменто
Портаме́нто (итал. portamento — перенос) — способ исполнения, при котором следующая нота не сразу берётся точно (в звуко-высотном отношении), а используется плавный переход к нужной высоте от предыдущей ноты. Например, на скрипке это выглядит так: исполнитель играет ноту, затем от неё лёгким движением скользит пальцем к следующей. То же самое происходит и у вокалиста, когда он использует данный приём.
Умелое и нечастое использование приёма portamento может очень хорошо украсить музыкальную фразу. Если скольжение затянуто и слишком подчёркнуто, тогда речь идёт уже о приёме глиссандо.

## Другое значениетермина
«В современной исполнительской практике и справочной литературе под portamento нередко понимают подчёркнутое, раздельное артикулирование звуков — несвязную игру, для обозначения которой существует термин portato».
Термин в этом значении прижился в первую очередь в среде пианистов, но перешёл и в практику других инструменталистов (в том числе исполнителей на струнных смычковых), что зафиксировано в современном «Словаре иностранных музыкальных терминов» (авторы Крунтяева Т., Молокова Н., Ступель А.):

Portamento (ит. портамэнто), portando (портандо) — портаменто:
1) в пении и при игре на духовом инструменте — скользящий переход одного звука к др.;
2) в игре на фортепиано — указание играть протяжно, но не связно;
3) штрих у смычковых инструментов — звуки берутся несколько протянутыми на одном направлении движения смычка и с цезурами.

На аккордеоне и баяне портаменто, как и другие штрихи, исполняется движением меха:

Штрих  портаменто представляет собою соединение легато с деташе, сфорцандо или маркато. Если нужно исполнить штрихом портаменто несколько одноимённых звуков, течение звучания не прекращается. Но, чтобы они не слились в один, необходимо перед окончанием каждого звука (или созвучия) резко уменьшить его силу, а начало нового звука (созвучия) подчеркнуть возобновлением прежней силы звучания. В этом случае между звуками перерыва не будет, однако начало каждого из них будет легко различаться. При этом каждый новый звук можно исполнять деташе, маркато и сфорцандо, но, в отличие от обычных штрихов, где между звуками существуют минимальные цезуры, здесь вместо цезуры будет звучание предыдущего звука (созвучия) на пианиссимо.